# The Way You Make Me Feel
Singles de Michael Jackson
Bad
(1987) Man in the Mirror
(1988)
Pistes de Bad
Bad
(1) Speed Demon
(3)
The Way You Make Me Feel est une chanson de Michael Jackson. C'est le 3e single extrait de l'album Bad sorti en 1987. 
La chanson remporte un succès assez important. Aux États-Unis, elle se classe n°1 au Billboard Hot 100, aux Hot Black Singles et aux Hot Dance Club Songs.

## Clip
Le clip est réalisé par Joe Pytka et produit par Michael Nesmith. Il fut tourné sur quatre jours à Los Angeles (Californie), dans le quartier de San Pedro.  
L'action se déroule dans une rue malfamée, le soir. Dans chaque coin de cette rue des jeunes discutent bruyamment, se disputent, sifflent les jeunes femmes qui passent. L'un d'eux (Michael Jackson) se met à l'écart, mal à l'aise. Un vieil homme lui demande d'approcher, et lui répète plusieurs fois qu'il n'a qu'à « être lui-même », et qu'il n'a pas à « leur ressembler » (scène présente uniquement dans la version longue du clip). 
À cet instant débarque une belle jeune femme, interprétée par Tatiana Thumbtzen. Tous les jeunes la remarquent et se mettent à l'accoster, sans qu'elle y fasse attention. Mais Michael Jackson se met sur son chemin et l'arrête en chantant : « You knock me off of my feet now baby! » (« Tu rends mes pieds hors de contrôle bébé ! »). À partir de cet instant, le chanteur interprète le titre en exécutant en même temps des mouvements de danse (seul puis en groupe) afin de séduire la jeune femme qui finit par céder à la fin du titre.

## Liste des pistes
45 tours
1. The Way You Make Me Feel (7" Version) — 4:26
2. The Way You Make Me Feel (Instrumental) — 4:26

33 tours (Royaume-Uni)
1. The Way You Make Me Feel (Extended Dance Mix) — 7:53
2. The Way You Make Me Feel (Dub Version) — 5:06
3. The Way You Make Me Feel (A cappella) — 4:30

33 tours (États-Unis)
1. The Way You Make Me Feel (Dance Extended Mix) – 7:53
2. The Way You Make Me Feel (Dance Remix Radio Edit) – 5:20
3. The Way You Make Me Feel (Dub Version) – 5:06
4. The Way You Make Me Feel (A Cappella) – 4:30

Visionary: The Video Singles (face DVD)
1. The Way You Make Me Feel (clip) — 6:44
2. The Way You Make Me Feel (7" Version) — 4:26
3. The Way You Make Me Feel (Extended Dance Mix) — 7:53

## SingleThe Way You Make Me Feel
Audio (CD)
1. The Way You Make Me Feel (Album Version) – 4:59

Vidéoclips (DVD)
1. The Way You Make Me Feel (Official Video - Long Version) – 9:26
2. The Way You Make Me Feel (Official Video - Short Version) – 6:38

## En tournée
The Way You Make Me Feel a été chantée par Michael Jackson lors de la deuxième partie du Bad World Tour, de la première partie du Dangerous World Tour et du HIStory World Tour, et aux deux concerts Michael Jackson - 30th Anniversary Celebration (en duo avec Britney Spears). La chanson était planifiée au programme de This Is It.

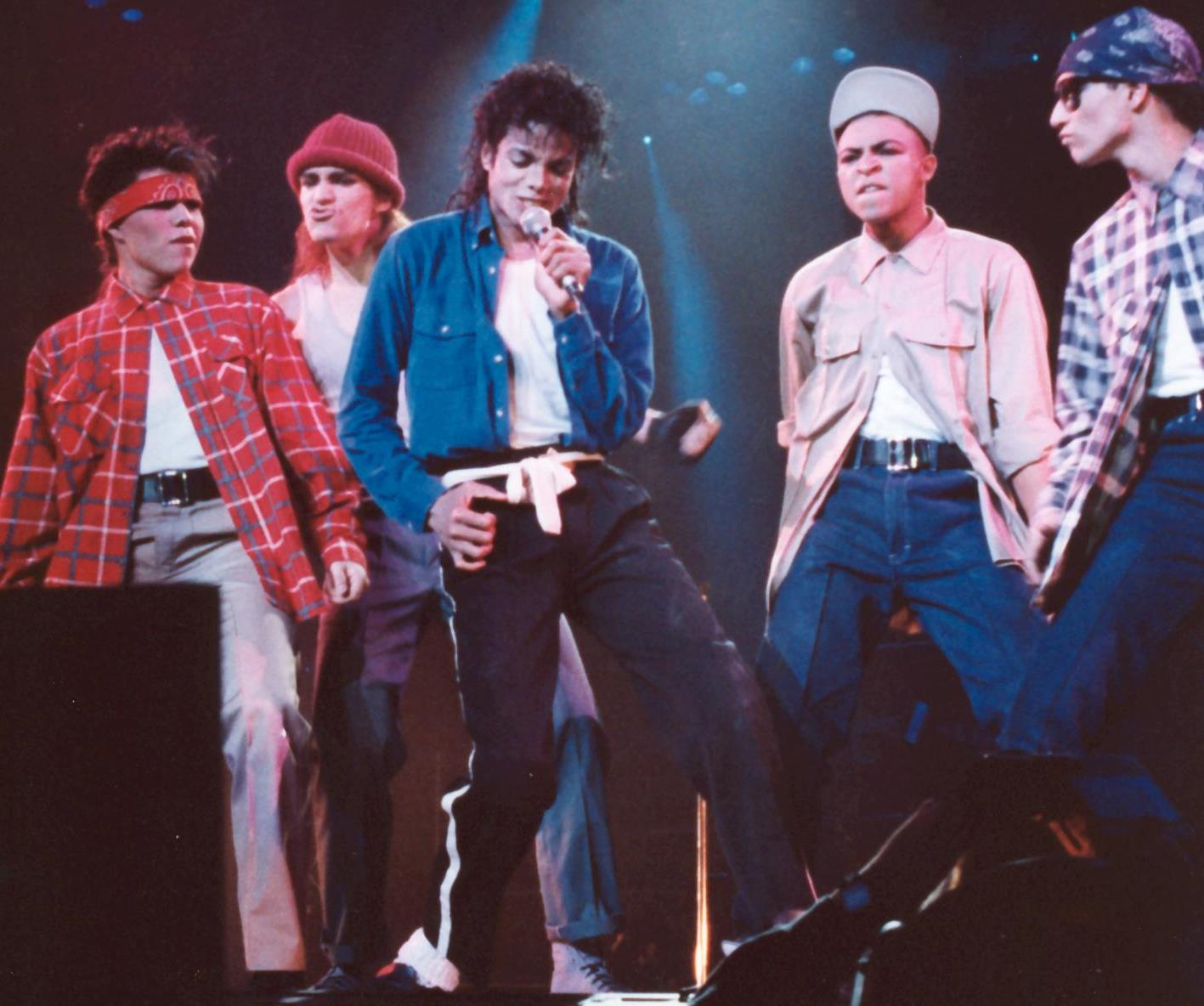
Michael Jackson interprétant The Way You Make Me Feel lors du Bad World Tour (1988).

La chanson a également été interprétée lors de la cérémonie des Grammy Awards 1988 (suivie de Man in the Mirror) ainsi que lors d'un medley pendant les MTV Video Music Awards 1995.

## Crédits
- Écrite et composée par Michael Jackson
- Chants, voix de fond et claquements de doigt : Michael Jackson
- Batterie : John Robinson
- Programmation de tambours : Douglas Getschal
- Saxophones : Kim Hutchcroft et Larry Williams
- Trompettes : Gary Grant et Jerry Hey
- Percussions : Ollie E. Brown et Paulinho da Costa
- Synclavier : Christopher Currell
- Synthétiseurs : John Barnes, Greg Phillinganes et Michael Boddicker
- Programmation des synthétiseurs : Larry Williams
- Arrangements vocaux et rythmiques : Michael Jackson
- Arrangements des cordes par Jerry Hey

## Classements

### Classements hebdomadaires
| Classement (1987–1988)                          | Meilleure position |
| ----------------------------------------------- | ------------------ |
| Afrique du Sud (Springbok Radio)                | 16                 |
| Allemagne (Media Control AG)                    | 12                 |
| Australie (Kent Music Report),                  | 5                  |
| Autriche (Ö3 Austria Top 40)                    | 15                 |
| Belgique (Flandre Ultratop 50 Singles)          | 2                  |
| Belgique (Flandre VRT Top 30)                   | 2                  |
| Canada (100 Singles)                            | 7                  |
| Canada (Adult Contemporary)                     | 3                  |
| Espagne (AFYVE)                                 | 2                  |
| États-Unis (Adult Contemporary)                 | 9                  |
| États-Unis (Billboard Hot 100)                  | 1                  |
| États-Unis (Cash Box)                           | 1                  |
| États-Unis (Hot Black Singles)                  | 1                  |
| États-Unis (Hot Dance Club Play)                | 1                  |
| États-Unis (Hot Dance Music/Maxi-Singles Sales) | 3                  |
| France (SNEP)                                   | 29                 |
| Irlande (IRMA)                                  | 1                  |
| Italie (FIMI)                                   | 4                  |
| Nouvelle-Zélande (RMNZ)                         | 2                  |
| Pays-Bas (Nederlandse Top 40)                   | 6                  |
| Pays-Bas (Single Top 100)                       | 6                  |
| Pologne (Classements Singles)                   | 6                  |
| Royaume-Uni (UK Singles Chart)                  | 3                  |
| Suisse (Schweizer Hitparade)                    | 8                  |

| Classement (2006)              | Meilleure position |
| ------------------------------ | ------------------ |
| Australie (Kent Music Report)  | 79                 |
| Espagne (Promusicae)           | 1                  |
| France (SNEP)                  | 59                 |
| Irlande (IRMA)                 | 26                 |
| Italie (FIMI)                  | 7                  |
| Pays-Bas (Single Top 100)      | 24                 |
| Royaume-Uni (UK Singles Chart) | 17                 |

| Classement (2009–2010)                    | Meilleure position |
| ----------------------------------------- | ------------------ |
| Australie (ARIA)                          | 13                 |
| Autriche (Ö3 Austria Top 40)              | 50                 |
| Belgique (Flandre Back Catalogue Singles) | 9                  |
| Canada (Hot Canadian Digital Singles)     | 13                 |
| Danemark (Tracklisten)                    | 20                 |
| États-Unis (Hot Digital Songs)            | 6                  |
| Nouvelle-Zélande (RMNZ)                   | 17                 |
| Pays-Bas (Single Top 100)                 | 40                 |
| Royaume-Uni (UK Singles Chart)            | 34                 |
| Suède (Sverigetopplistan)                 | 24                 |
| Suisse (Schweizer Hitparade)              | 25                 |

### Classements annuels
| Classement (1987)              | Position |
| ------------------------------ | -------- |
| Belgique (Flandre Ultratop 50) | 92       |

| Classement (1988)              | Position |
| ------------------------------ | -------- |
| Australie (Kent Music Report), | 86       |
| États-Unis (Billboard Hot 100) | 35       |
| Italie (FIMI)                  | 43       |

## Divers
- La musique que l'on entend au début du clip est celle du titre Hot de Roy Ayers[41].
- À noter que La Toya Jackson fait une apparition dans le clip.
- Le 3 mars 1988, pendant le Bad World Tour, Tatiana Thumbtzen embrasse Michael Jackson sur scène lors de l'interprétation du titre, ce qui n'était pas prévu. À la suite de ce malentendu, elle est remplacée par Sheryl Crow.
- C'est également la silhouette de Tatiana Thumbtzen qui figure en face de celle de Michael Jackson sur la pochette du single.

## Reprises
- Le groupe australien Shakaya a repris le titre.
- Nobody's Business de Rihanna ft. Chris Brown, extrait de l'album Unapologetic (2012) de la chanteuse, contient une reprise des paroles de The Way You Make Me Feel, à savoir « Ain't nobody's business »[42].
- Scary Pockets en a fait une reprise funk avec Therese Curatolo[43].